# Beltrán Mazoir
Beltrán Mazoir (también Mansoer o Masoier; después de 1131-después del 23 de julio de 1217) fue el señor de Margat en el Principado de Antioquía e hijo de Reinaldo II Mazoir, condestable de Antioquía.
Después de la muerte de su padre en 1185 heredó su castillo y el señorío de Margat. Debido a dificultades financieras para mantener la guarnición del castillo decidió vender Margat el 1 de febrero de 1186, por una pensión anual de 2.000 sólidos bizantinos, a los Caballeros Hospitalarios.
Estuvo casado desde 1178, a más tardar desde junio de 1183, con Bermonda (fallecida después de 1186), la hija de Gutierre III Brisebarre, señor de Beirut y su segunda esposa Inés. Con ella tuvo tres hijos:
- Reinaldo III (fallecido antes del 23 de julio de 1217);
- Beatriz;
- Inés (fallecida después del 25 de marzo de 1239), se casó con Amalarico Barlais (fallecido antes del 6 de junio de 1253), hijo de Reinaldo Barlais e Isabel de Bethsan.